# West Hill National Park
West Hill National Park är en park i Australien. Den ligger i delstaten Queensland, omkring 720 kilometer nordväst om delstatshuvudstaden Brisbane.
Trakten är glest befolkad.
Savannklimat råder i trakten. Genomsnittlig årsnederbörd är 1 510 millimeter. Den regnigaste månaden är mars, med i genomsnitt 353 mm nederbörd, och den torraste är augusti, med 21 mm nederbörd.